# Derbi fronterizo

El Derbi Fronterizo (en inglés: Cross-border derby) es como se conoce popularmente a los partidos de fútbol entre el Chester F.C. (sucesor del desaparecido Chester City) y el Wrexham F.C..
Ambas localidades, Chester y Wrexham, están separadas por apenas 12 millas pero separadas por la frontera de Inglaterra y Gales respectivamente, lo que le confiere a la rivalidad un carácter nacional prácticamente único. Es por ello que este enfrentamiento es considerado una de las mayores rivalidades en las divisiones menores del fútbol inglés.

## Historia
El derbi tuvo lugar por primera vez el 8 de diciembre de 1888 en el antiguo campo de Chester de Faulkner Street, en el barrio de Hoole, durante la cuarta ronda de la FA Cup. El encuentro se saldaría con la victoria del Wrexham por 2-3.
Generalmente el Derbi Fronterizo se celebra a primera hora de la tarde para evitar altercados entre los aficionados rivales. Incluso militando en la National League, quinta división del futbol inglés, suele ser considerado partido de alto riesgo, con ambas aficiones separadas y únicamente permitiendo viajes organizados por el club.

### El derbi en los últimos años
Entre 1986 y 2005, ambos clubes únicamente militaron en la misma división en la temporada 1994-1995. Posteriormente, volvieron a coincidir en la Football League Two en las campañas 2005-2006, 2007-2008: y en 2009-2010 en la Conference National tras el descenso del Wrexham.
En la temporada 2012-2013, tras la desaparición del Chester City en 2010, el refundado por sus aficionados Chester F.C., asciende a la National League, dando lugar a un nuevo derbi anglogalés tras 3 años sin celebrarse.

## Resumen estadístico
Actualizado al derbi del 11 de marzo de 2018.

### Chester City - Wrexham
| Competición              | Victorias Chester | Empates | Victorias Wrexham | Goles Chester | Goles Wrexham |
| ------------------------ | ----------------- | ------- | ----------------- | ------------- | ------------- |
| Football League          | 26                | 20      | 30                | 110           | 114           |
| The Combination          | 10                | 3       | 9                 | 37            | 37            |
| FA Cup                   | 3                 | 0       | 6                 | 14            | 19            |
| League Cup               | 1                 | 1       | 3                 | 5             | 10            |
| Copa de Gales            | 6                 | 5       | 15                | 20            | 41            |
| Football League Trophy   | 1                 | 0       | 2                 | 4             | 4             |
| Third Division North Cup | 2                 | 2       | 1                 | 8             | 5             |
| Total                    | 49                | 31      | 66                | 198           | 230           |

### Chester F.C. - Wrexham
| Competición            | Victorias Chester | Empates | Victorias Wrexham | Goles Chester | Goles Wrexham |
| ---------------------- | ----------------- | ------- | ----------------- | ------------- | ------------- |
| Conference National    | 3                 | 3       | 4                 | 8             | 11            |
| FA Cup                 | 0                 | 0       | 0                 | 0             | 0             |
| Football League Trophy | 0                 | 0       | 0                 | 0             | 0             |
| Total                  | 3                 | 3       | 4                 | 8             | 11            |